# Музей Мерседес-Бенц
Музе́й Мерседес-Бенц (нім. Mercedes-Benz Museum) — автомобільний музей торгової марки Mercedes-Benz, який знаходиться у місті Штутгарт (Німеччина). Він є частиною цілого комплексу, розташованого на одній території, до якого входять: штаб-квартира концерну Daimler AG; магазин ретро- і сучасних автомобілів марки Mercedes-Benz; Мерседес-Бенц Арена — домашній стадіон футбольного клубу «Штутгарт» та інші об'єкти. Є одним із найбільших корпоративних музеїв у світі і найвідвідуванішим музеєм Штутгарта станом на 2015 рік.

## Історія

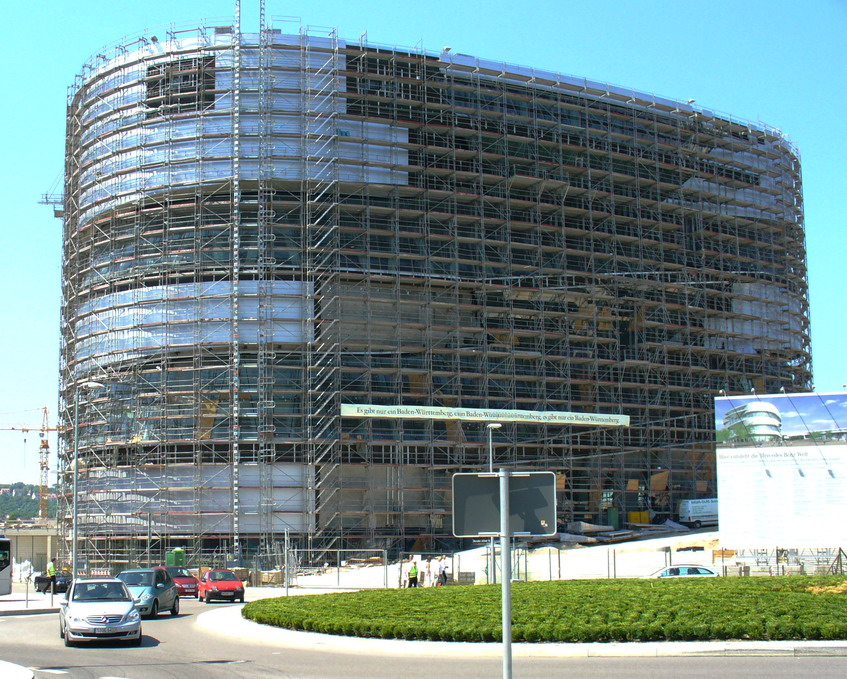
Спорудження будівлі музею (2005)

До 50-річчя компанії концерн Daimler-Benz AG у 1936 році заснував на заводі в районі Унтертюркгайм у Штутгарті перший повноцінний музей марки Mercedes-Benz. Згідно з записами компанії, на 1938 рік виставкова експозиція складалася з 18 автомобілів виробництва Daimler-Motoren-Gesellschaft, 9 автомобілів компанії Benz & Cie. і 6 автомобілів спільного підприємства під брендом Mercedes-Benz. Крім того, в музеї можна було знайти 19 різних двигунів, що застосовувалися як для автомобілів, так і для авіації та суден, а також три залізничні транспортні засоби, точні репродукції моторного човна «Neckar» і першої моторизованої карети Даймлера (Daimler Motorkutsche). Надалі колекція виставкових експонатів постійно зростала.
У 1955 керівництво компанії ухвалило рішення про перенесення музею до нової будівлі. Будівництво розпочалось у 1958 році і знову на території одного із заводів в Унтертюркгаймі. Побудований за проектом архітекторів Рольфа Ґутбіра і Ганса Каммерера новий музей Daimler-Benz було відкрито у 1961 році і приурочено до 75-ліття винайдення автомобіля. Виставкова площа становила 1200 квадратних метрів. Спираючись на останні технічні досягнення компанія запровадила аудіо-інформаційну систему для відвідувачів музею.
У 1985 році музей було закрито у зв'язку з комплексною реставрацією, реконструкцією та реорганізацією. До ювілею 100-річчя автомобіля у 1986 році керівництво компанії вирішило розширити площу будівлі. Концепцію редизайну розробили архітектори Кнут Лорер (нім. Knut Lohrer), Дітер Германн (нім. Dieter Herrmann) і Ганс-Ґюнтер Мерц. Розширена будівля отримала новий суцільний скляний фасад. Виставкова площа музею зросла до 5760 квадратних метрів.
Через обмежений простір і незручне розташування музею в межах території заводу у 2000 році концерн ухвалив рішення про будівництво нового приміщення музею на краю заводської території. А трохи згодом було вирішено споруджувати окремий комплекс. У 2001 році після проведення конкурсних заходів було обрано остаточний дизайн від фірми UNStudio знаменитого данського архітектора Бена ван Беркеля. Будівництво нового музею Мерседес-Бенц розпочато 17 вересня 2003 року, а вже у травні 2006 року відбулося урочисте відкриття. Будівля виставкового комплексу була розроблена спеціально для музею та із самого спочатку проектувалась з урахуванням усіх тонкощів організації виставкового простору.
У 2015 році вперше в історії музею було влаштовано розпродаж деяких моделей унікальної колекції. Програма отримала назву «All Time Stars». Список доступних для покупки моделей розбитий на три частини: преміальні автомобілі, колекційні моделі та драйверські авто.
Станом на квітень 2018 року музей відвідало 9 мільйонів людей з понад 160 країн світу, що зробило музей найвідвідуванішим закладом на території Штутгарта.

## Комплекс споруд
Нинішня будівля музею, яка розташувалася прямо навпроти головних воріт заводу Daimler AG у Штутгарті, була відкрита для широкої публіки 19 травня 2006 року. Дизайн будівлі ґрунтується на унікальній концепції, що має форму трилисника, яка формується з трьох кіл зі зміщеними центрами, що утворюють трикутний атріум, який нагадує форму двигуна Ванкеля. Архітектура і концепції виставки музею тісно переплітаються, так як і дизайнер виставкових стендів Ганс-Ґюнтер Мерц був найнятий у 2001 році ще до початку торгів за право провадження будівництва.
Будівлю було спроектовано так, щоб вона займала мінімум площі за максимального використання простору: на 16 500 квадратних метрах виставкового простору площа зайнятої земельної ділянки становить всього лиш 4800 квадратних метрів. Дев'ять поверхів, які ззовні виглядають як три, створені на базі двох спіралей пандусів, що перетинаються.
Дизайн інтер'єру будівлі музею навіяний формою подвійної спіральної структури ДНК, яка несе геном живого організму, у тому числі і людини. Такий підхід, у свою чергу, ілюструє філософію бренду Mercedes-Benz — безперервне створення принципово нових продуктів для просування справи людської мобільності.

## Музейні експозиції
В рамках огляду музейної експозиції відвідувачі мають можливість вибору між двома екскурсійними маршрутами: маршрутом легенд та колекційним маршрутом. Обидва шляхи перетинаються на кожному рівні музею і сходяться в одній точці огляду сучасних інноваційних розробок. «Маршрут легенд» — екскурсійний маршрут, що відображає 125-річний шлях розвитку торгової марки Mercedes-Benz від найперших винаходів німецьких піонерів у галузі автомобілебудування до останніх розробок концерну. Виставка має оформлення у стилі семи ретро-зал, у яких музика, плакати, портрети кумирів того часу майстерно відтворюють атмосферу минулих років. «Колекційний маршрут» об'єднує експонати на кшталт автомобілів. П'ять колекційних галерей присвячені тематиці перевезення вантажів, подорожам, службовій техніці, героям та відомим іменам. Незалежно від обраного маршруту відвідувачам музею доступний аудіогід з яким можна оглядати експонати в будь-якій послідовності з отриманням інформації кількома мовами.
У музеї виставлено для всезагального огляду понад 160 моделей автомобілів та понад 1500 інших експонатів — транспортних засобів та різноманітних конструкцій зі світу автомобілебудування, що мають відношення до різних періодів історії заводу, яка налічує понад 125 років (з врахуванням ранніх робіт Карла Бенца і Готтліба Даймлера). Виставкова колекція включає серійні моделі, спортивні автомобілі, вантажівки, автобуси та інші продукти компанії. Усі виставкові експонати реставруються та підтримуються підрозділом Mercedes-Benz Classic Center (Фелльбах) компанії Mercedes-Benz.

## Час роботи
Адреса музею: Mercedesstraße 100, 70372 Штутгарт, Німеччина.
Час роботи: з вівторка до неділі, з 9:00 до 18:00. Каси працюють до 17:00.
Вихідні: понеділок, державні свята.

## Галерея експонатів

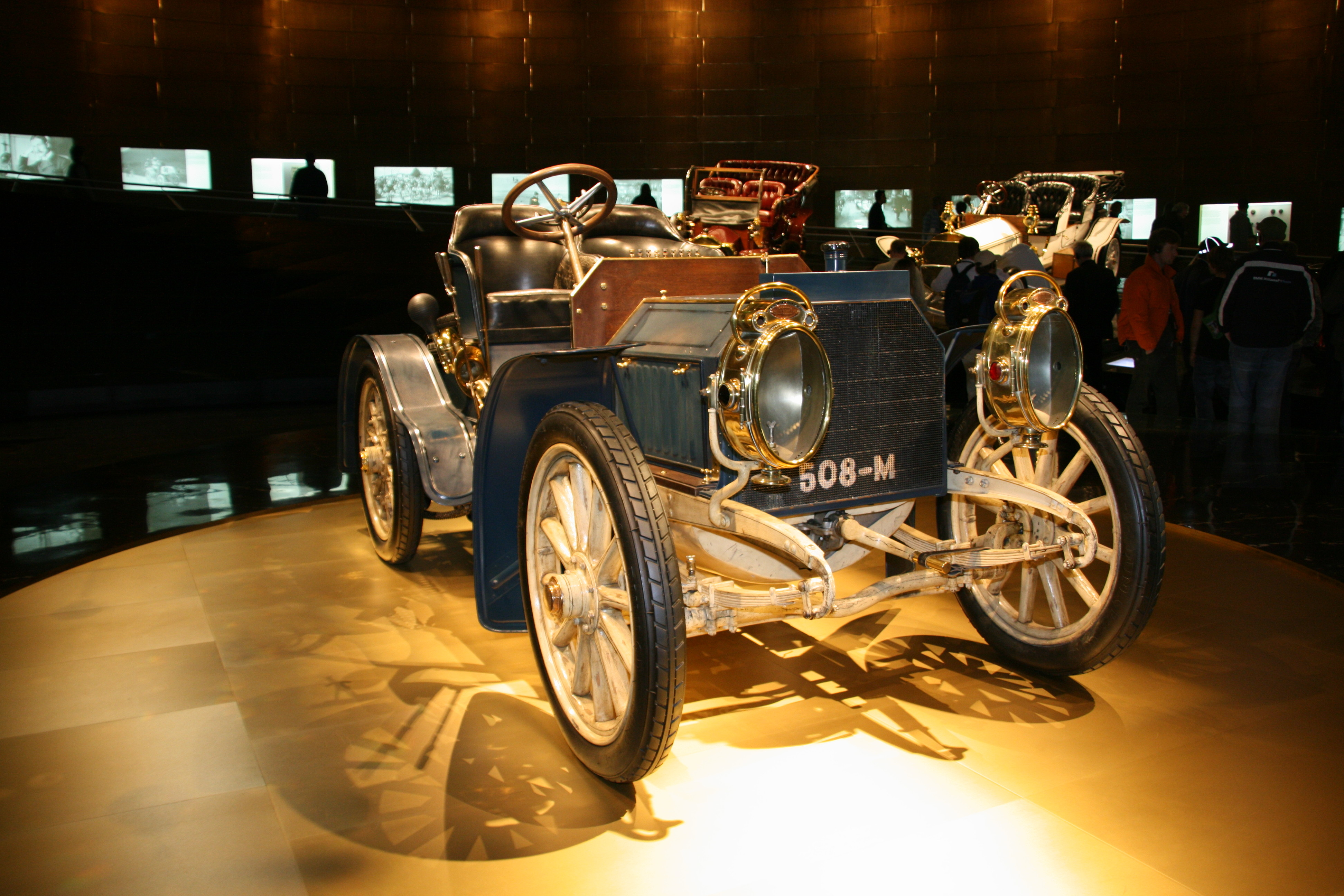
Mercedes Simplex 40PS
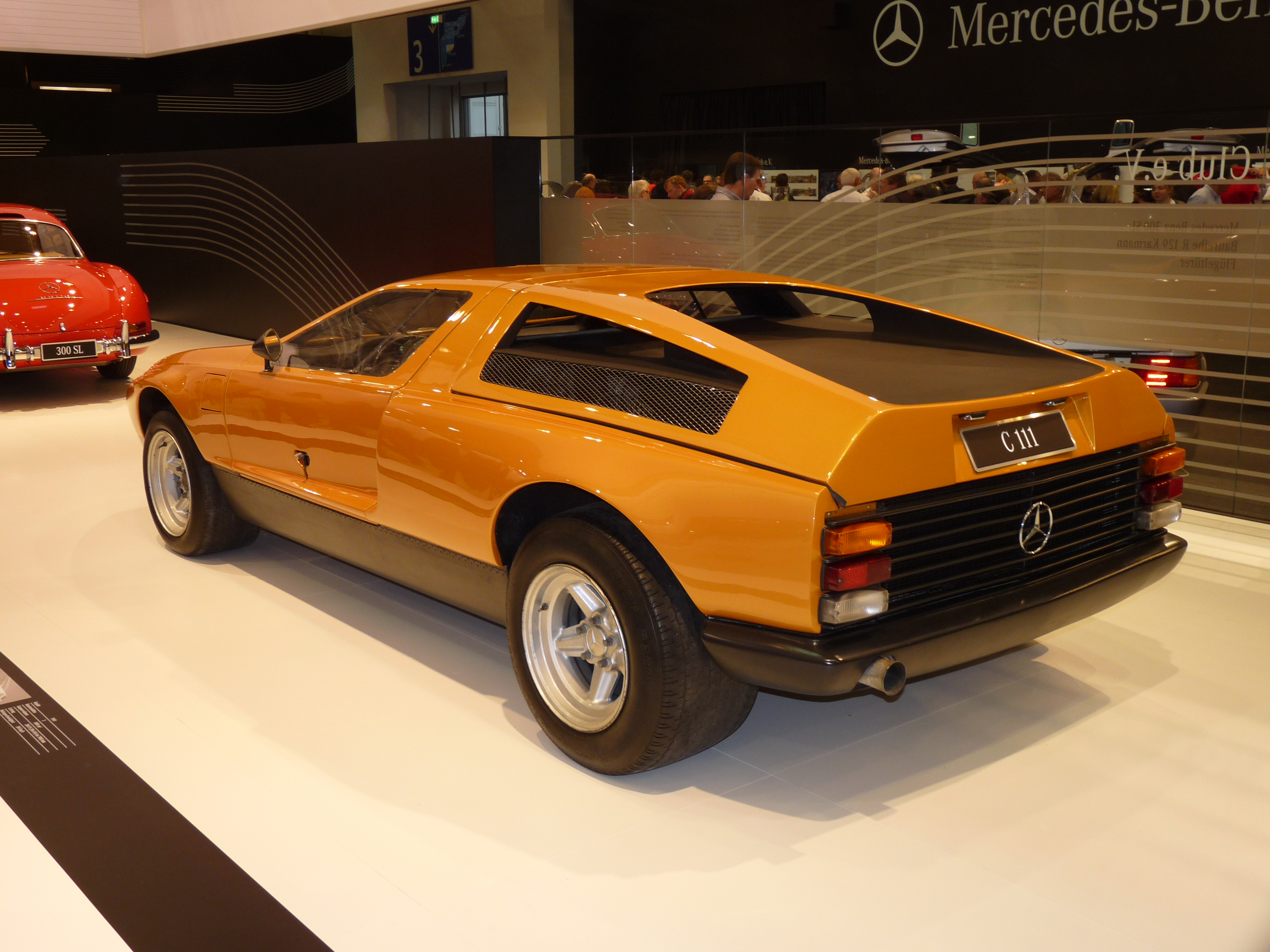
Mercedes-Benz C111
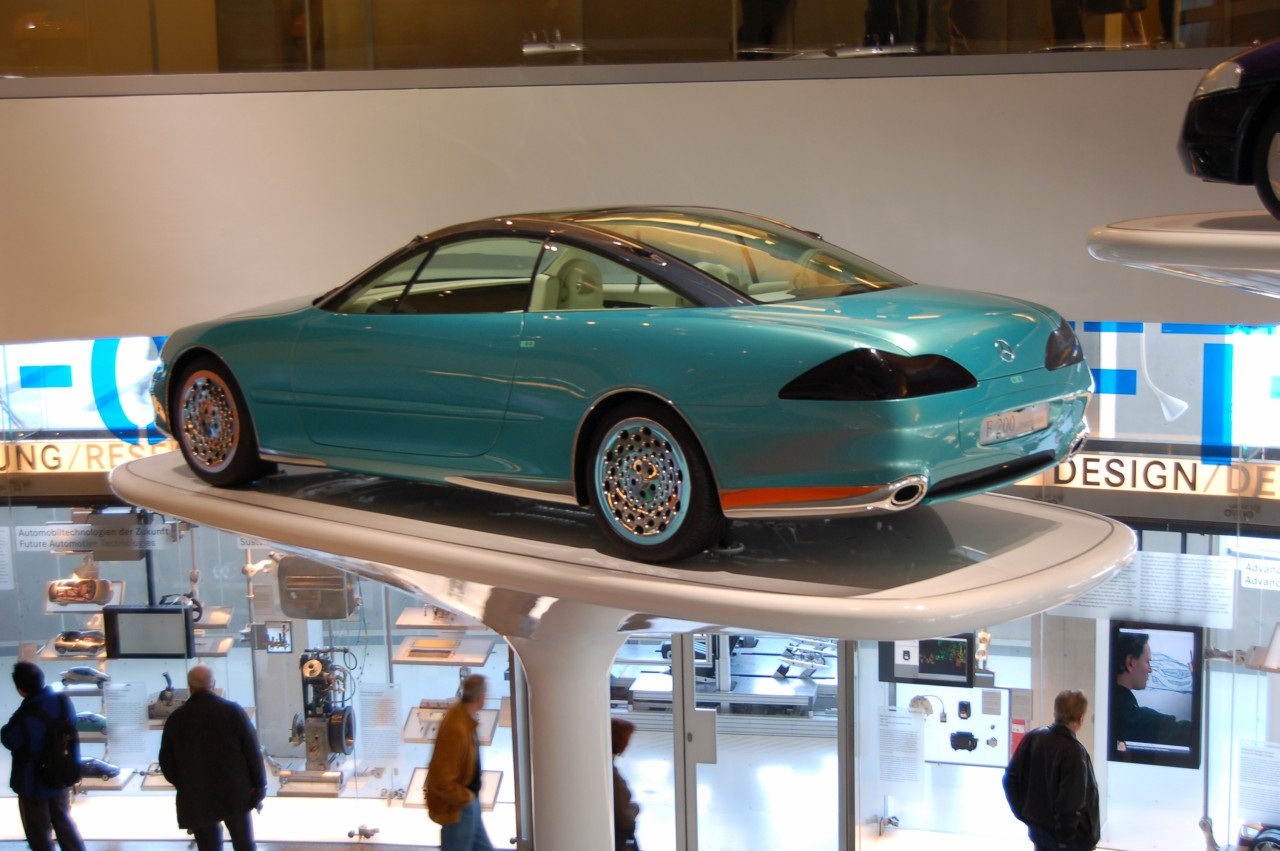
Mercedes-Benz F200[en]
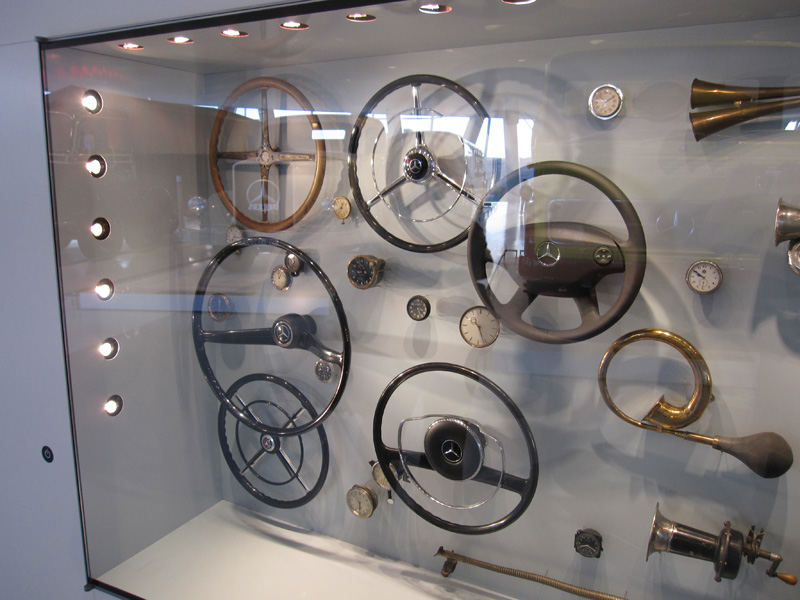
Виставка кермових коліс і клаксонів
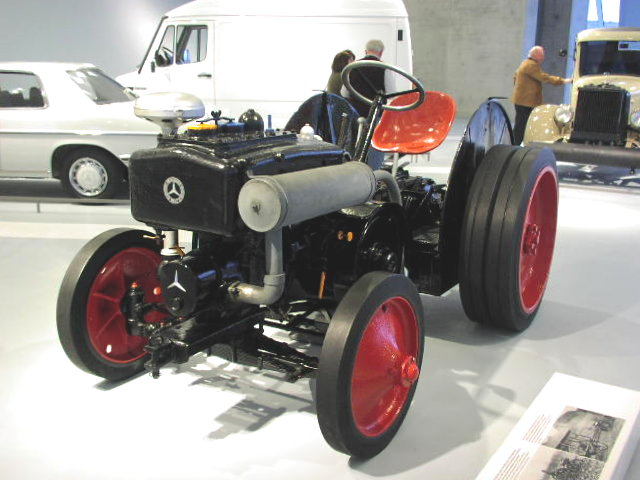
Дизельний трактор 1928 року